# Wilhelmus Westfall
Wilhelmus David Allen Westfall foi um matemático alemão.
Doutorado em 1905 pela Universidade de Göttingen, orientado por David Hilbert. Foi professor da Universidade de Missouri.